# 宮本武藏 一乘寺決鬥
《宮本武藏 續集》（日语：続宮本武蔵 一乗寺の決闘）是1955年上映的日本古裝劇，由三船敏郎飾演宮本武藏，稻垣浩執導。

## 劇情
武藏為了得到高深的劍術，決定流浪苦行修煉，在荒野之中戰勝了梅軒，以為在決鬥中沒受傷便是強者，但路過的日觀大師，卻以「劍道亦是人道」這句話勉勵武藏繼續修行。武藏到了「吉岡劍道場」，在那殲滅了不少敵人，回到道場的吉岡清十郎決心和武藏對決，相約在一乘寺的大榕樹下，沒想到來的不是清十郎，而是清十郎的手下們，武藏在這時發揮了「二刀流」劍法，武藏好不容易從包圍網逃脫，終於遇見了清十郎，決鬥為清十郎失敗而終。

## 演員
- 宮本武藏：三船敏郎
- 佐佐木小次郎：鶴田浩二
- 阿通：八千草薰
- 朱實：岡田茉莉子
- 吉岡清十郎（吉岡直綱）：平田昭彥
- 本位田又八：堺左千夫
- 吉岡傳七郎（吉岡直重）：藤木悠
- 日觀大師：高堂國典
- 梅軒：東野英治郎